# Brian d'Arcy James
Brian d'Arcy James, född 29 juni 1968 i Saginaw, Michigan, är en amerikansk skådespelare.
James har bland annat medverkat i TV-serien Hawkeye från 2021. Han har även medverkat i filmerna Spotlight från 2015 och Pain Hustlers från 2023.

## Filmografi (i urval)
- 2012 – The Big C (TV-serie)
- 2012 – Game Change
- 2015 – Spotlight
- 2015 – Sisters
- 2017–2018 – Tretton skäl varför (TV-serie)
- 2018 – First Man
- 2019 – X-Men: Dark Phoenix
- 2021 – Hawkeye (TV-serie)
- 2021 – West Side Story
- 2021–2022 – Evil (TV-serie)
- 2023 – Pain Hustlers